# Liste der Kulturdenkmäler in Burgwald (Gemeinde)
Die folgende Liste enthält die in der Denkmaltopographie ausgewiesenen Kulturdenkmäler auf dem Gebiet  der Gemeinde Burgwald, Landkreis Waldeck-Frankenberg, Hessen.
Hinweis: Die Reihenfolge der Denkmäler in dieser Liste orientiert sich zunächst an Ortsteilen und anschließend der Anschrift, alternativ ist sie auch nach der Bezeichnung, der vom Landesamt für Denkmalpflege vergebenen Nummer oder der Bauzeit sortierbar.
Kulturdenkmäler werden fortlaufend im Denkmalverzeichnis des Landes Hessen durch das Landesamt für Denkmalpflege Hessen auf Basis des Hessischen Denkmalschutzgesetzes (HDSchG) geführt. Die Schutzwürdigkeit eines Kulturdenkmals hängt nicht von der Eintragung in das Denkmalverzeichnis des Landes Hessen oder der Veröffentlichung in der Denkmaltopographie ab.

Das Vorhandensein oder Fehlen eines Objekts in dieser Liste ist keine rechtsverbindliche Auskunft darüber, ob es Kulturdenkmal ist oder nicht: Diese Liste entspricht möglicherweise nicht dem aktuellen Stand der offiziellen Denkmaltopographie. Diese ist für Hessen in den entsprechenden Bänden der Denkmaltopographie Bundesrepublik Deutschland und im Internet unter DenkXweb – Kulturdenkmäler in Hessen einsehbar. Auch diese Quellen sind, obwohl sie durch das Landesamt für Denkmalpflege Hessen aktualisiert werden, nicht immer aktuell, da es im Denkmalbestand immer wieder Änderungen gibt.
Eine verbindliche Auskunft erteilt allein das Landesamt für Denkmalpflege Hessen.
Nutze diese Kartenansicht, um Koordinaten in der Liste zu setzen. In dieser Kartenansicht sind Kulturdenkmale ohne Koordinaten mit einem roten bzw. orangen Marker dargestellt und können in der Karte gesetzt werden. Kulturdenkmale ohne Bild sind mit einem blauen bzw. roten Marker gekennzeichnet, Kulturdenkmale mit Bild mit einem grünen bzw. orangen Marker.

## Kulturdenkmäler nach Ortsteilen

### Birkenbringhausen
| Bild               | Bezeichnung         | Lage | Beschreibung | Bauzeit                 | Objekt-Nr. |
| ------------------ | ------------------- | --- | --- | ----------------------- | ---------- |
| Alter Bahnhof      | Alter Bahnhof       | Birkenbringhausen, Bahnhofstraße 12 LageFlur: 6, Flurstück: 108/16                                                         | Der 1890 fertiggestellte Typenbau wurde nach Entwürfen des Bahnarchitekten Hentzen nordöstlich des Ortes errichtet. Im Gegensatz zu den Vergleichsbauten in Wetter oder Niederwalgern ist der traufständig zu den Gleisen ausgerichtete, zweigeschossige Bahnhof mit nördlich anschließendem, eingeschossigen Güterschuppen hier in Sandstein ausgeführt worden. Der fünfachsige Bau ist an der Eingangsseite durch einen einachsigen Mittelrisalit mit Okulus im Giebelfeld und Freigespärre betont. Ein umlaufendes Gurtgesims gliedert die Fassade in der Horizontalen. Gleisseitig ist das Gebäude mit einem dreiachsigen, eingeschossigen Anbau versehen. 1980 wurde der Bahnhof verkauft. Züge fahren zwar noch, halten jetzt aber an einem neuen Haltepunkt. | 1890                    | 79549 DDB  |
| Wasserhochbehälter | Wasserhochbehälter  | Birkenbringhausen, Beim grünen Baum LageFlur: 6, Flurstück: 14                                                             | Oberhalb des Ortes befindet sich der von der Gemeinde 1912 errichtete erste Wasserbehälter zur Versorgung der Privathaushalte mit Frischwasser. Der unterirdische Hochbehälter wird durch ein in neoklassizistischen Formen gestalteten Eingangsbereich erschlossen. Zwischen diagonalen Seitenwänden befindet sich auf einer von einem geraden, profilierten Gesims verdachten Wandvorlage die Eingangstür, über der die Inschrift „Wasserwerk Birkenbringhausen 1912“ angebracht wurde. Den oberen Abschluss des Einganges bildet ein auf Putzkapitellen mit Guttae ruhendes Traufgesims. | 1912                    | 79671 DDB  |
| Wohnhaus           | Wohnhaus            | Birkenbringhausen, Brunnenstraße 7 LageFlur: 1, Flurstück: 175/1                                                           | An einer Kurve der Brunnenstraße und der Einmündung Im hohlen Weg noch vor 1780 durch Förster Anton Henrich Rötger errichtetes Fachwerkwohnhaus mit Satteldach, das mit drei Fassaden den Straßenraum prägt. Während die unteren beiden Geschosse an der Giebelfassade zur Brunnenstraße über einem flachen Sandsteinquadersockel in Geschossbauweise zusammengefasst sind, erhebt sich an der Traufseite das erste Stockwerk über einem Erdgeschoss aus rotem Sandstein. Obergeschoss und Giebel kragen über einer Gebälkzone mit einfach profilierter Schwelle und abgerundeten Füllhölzern leicht aus. Das Obergeschoss ist aus zwei unterschiedlichen Bauteilen zusammengesetzt, deren Schwellen an der Traufseite einen leichten Versprung aufweisen. Auch die Strebefiguren beider Bauteile sind unterschiedlich ausgestaltet. Erdgeschoss und Obergeschoss zur Brunnenstraße hin sind mit weit gespreizten Streben, Kopfwinkelhölzern und teilweise gegenläufigen Fußbändern an Bund- und Eckständern versehen, die im Obergeschoss mit einem Rundstabprofil das in Voluten endet beschnitzt sind. Das rückwärtige Obergeschoss verfügt hingegen über Mannfiguren mit Halsriegeln. | um 1780                 | 79545 DDB  |
| Ehemalige Schmiede | Ehemalige Schmiede  | Birkenbringhausen, Buchwaldstraße 2 LageFlur: 1, Flurstück: 74/13                                                          | Über einem flachen Werksteinquadersockel sowie einem massiv gemauerten Erdgeschoss erhebt sich das von einem Satteldach abgeschlossene Obergeschoss aus konstruktivem Fachwerk mit geschosshohen Streben an den Eckständern. Das traufseitig über den Hof erschlossene Haus, dessen Giebelseite die Einmündung der Buchwaldstraße in die Behringerstraße städtebaulich prägt, verfügt nur im Erdgeschoss über Eisensprossenfenster, die nach vorne zur Straße sehr groß, jedoch über dem rückwärtig niedrigeren Bereich nur kleinformatig sind. Giebelseitig zeigt das ansonsten verputzte Erdgeschoss rote Sandsteinquader. Die Schmiede wurde durch Georg Heinrich Karl bis 1980 betrieben. |                         | 79546 DDB  |
| Oberdorf           | Oberdorf            | Birkenbringhausen, Gesamtanlage 1 Lage                                                                                     | Ursprünglicher Kern Birkenbringhausens ist das Oberdorf und die Häuser um die Kirche herum. Erst in einer späteren Ausbauphase erfolgte die einseitige Bebauung entlang des Weges nach Wiesenfeld, der im 19. Jahrhundert eine weitere Aufsiedelung an diesem Weg folgte. Teilweise wurde auch das Gebiet unterhalb des Bornrains, dem Verbindungsstück zum Unterdorf, bebaut. 1783 gab es 54 Häuser in Birkenbringhausen. Ab 1838 wurden die schlechten Wege zu Straßen ausgebaut. Einer Beschreibung von 1859 zufolge ist die Bauweise der Häuser mehrstöckig, meist befinden sich Haus, Scheuer und Stallung unter einem Dach. Gedeckt sind die Häuser mit Ziegeln, aber auch noch 31 mit Stroh. Einem Großbrand im Jahre 1868 fielen Schule und zwölf Höfe zum Opfer, auch die Kirche brannte. Die Gesamtanlage umfasst einen Großteil der Bebauung südlich der Kirche, die in einem weiten Bogen von Osten nach Süden geführte Behringerstraße sowie die an den Einmündungen von Buchwaldstraße und Kirchweg stehenden Gebäude. Es handelt sich um meist giebelständige, zweigeschossige Fachwerkwohnhäuser des 19. Jahrhunderts, rückwärtig die Hofräume abschließende Scheunen sowie Wohn- und Wirtschaftsgebäude. |                         | 760501 DDB |
| Unterdorf          | Unterdorf           | Birkenbringhausen, Gesamtanlage 2 Lage                                                                                     | Der Ausbau des Unterdorfs erfolgt zu Beginn des 17. Jahrhunderts als Erweiterung des Oberdorfes. Im 18. Jahrhundert werden die Baulücken im Unterdorf geschlossen. Die Gesamtanlage erstreckt sich heute beidseitig der im Bogen von Nord nach West verlaufenden Brunnenstraße sowie der parallel in Ost-West-Richtung gelegenen Straße Im hohlen Weg. Auf in Größe und Form stark differierenden Parzellen sind Fachwerkhofreiten unterschiedlicher Größe mit Scheunen und einige Einhäuser aus dem 18. und 19. Jahrhundert erhalten geblieben. Dabei wechseln sich giebelständige und traufständige, zweigeschossige Fachwerkbauten mit Satteldächern ab. Die kleinteilige Bebauung prägt bis heute den östlichen Ortsrand von Birkenbringhausen. Zum Denkmalumfang gehört auch der ehemalige, Auf der Trift gelegene Friedhof, da er durch seine erhöhte Lage mit altem Baumbestand an der Bahnhofstraße die Gesamtanlage zur Hauptstraße hin abgrenzt. |                         | 760502 DDB |
| Bild gesucht BW    | Hatzbachmühle       | Birkenbringhausen, Hatzbachmühle 1, Franzheib, In der Hute, Salbach LageFlur: 3, Flurstück: 100/10, 13, 14/2, 172/16, 20/3 | Schon im ausgehenden Mittelalter gab es an der Stelle der späteren Hatzbachmühle unter dem Namen Kesselmühle ein Mühlenanwesen, das aber schon im Laufe des 15. Jahrhunderts aufgegeben wurde. Die um 1535 wieder in Betrieb genommene Mühle gehörte bis weit in das 19. Jahrhundert zur Gemeinde Haine und wurde über mehrere Jahrhunderte von einer Müllerfamilie betrieben, die die Mühle 1872 verließ und an einen Heinrich Caspar Hofmann verkaufte, der die Mühle, die seit 1875 zur Gemeinde Birkenbringhausen gehört, weiter betrieb. Wohl unter der Ägide dieses Besitzers entstanden die heutigen, großvolumigen Mühlengebäude. Den Kern der dreiseitig geschlossenen, repräsentativen Hofanlage bildet ein dreigeschossiges, verkleidetes Fachwerkmühlengebäude, das noch heute über ein unterschlächtiges Mühlrad verfügt. Im Norden und Osten wird der Hof durch Stall und Scheunengebäude abgeschlossen, deren Erdgeschosse in Bruchstein gemauert sind. Die Obergeschosse zeigen ein einfaches konstruktives Fachwerkgefüge aus dem ausgehenden 19. Jahrhundert. Auffälligster Teil der Hofanlage ist das im Süden, zum Hof traufständig errichtete Fachwerkwohnhaus. Der zweigeschossige Bau zeigt ein dichtes Fachwerkgefüge mit steilen Mannfiguren an den Eck- und Bundständern sowie zusätzlichen Beiständern in den Brüstungen der regelmäßig, außer in der Türachse zu Paaren angeordneten Fenster. Die Türachse des stockwerkweise mit leichtem Obergeschossüberstand verzimmerten Hauses wird zudem durch ein übergiebeltes Zwerchhaus betont. Den rechten Teil des Erdgeschosses nimmt ein kleiner Stall ein, der massiv aus Grauwacke mit Eckquaderung und Fensterumrahmungen aus rotem Sandstein gemauert ist. | 1535                    | 760508 DDB |
| Wohnhaus           | Wohnhaus            | Birkenbringhausen, Im Hohlen Weg 2 LageFlur: 1, Flurstück: 182/2                                                           | Giebelständiges, den Einmündungsbereich an der Bahnhofstraße bestimmendes, zweigeschossiges Fachwerkwohnhaus mit Krüppelwalmdach über einem den Geländeanstieg ausgleichenden Sandsteinquadersockel, das 1834 durch Johannes Marburger und Ehefrau Helene erbaut wurde. Ohne Überstände in Stockwerkbauweise abgezimmert wird das Gebäude an der Traufseite über eine in jüngeren Zeit mit einem Windfang überbauten Freitreppe erschlossen. Das giebelseitig vollständig verschieferte, regelmäßige Fachwerk ist durch geschosshohe Streben ausgesteift. | 1834                    | 79547 DDB  |
| weitere Bilder     | Evangelische Kirche | Birkenbringhausen, Kirchring 1 LageFlur: 1, Flurstück: 31/1                                                                | Der erste Nachweis der sicherlich schon älteren Pfarrei Birkenbringhausen fällt in das Jahr 1286. Zu dieser Zeit verfügte das Dorf über einen eigenen Pfarrer und eine eigene Kirche. Auf den Resten dieser wohl noch romanischen Kirche entstand zwischen 1350 und 1400 die neue gotische Chorturmkirche, deren Turm bis heute erhalten ist. Die gottesdienstlich wohl schon im Mittelalter zur Johanniterkommende in Wiesenfeld gehörende Kirche unterstand als weltlichem Patron den Herren von Hatzfeld, die dieses Patronat 1503 an die Johanniter übertrugen. Diese ließen als neue Kirchherren die Kirche mit einem neuen Kreuzrippengewölbe versehen, dessen letztes Joch im Chorturm noch immer vorhanden ist. Nach der Reformation und Auflösung der Johanniterkommende in Wiesenfeld fällt das Patronat an die Herren von Hatzfeld zurück. Kirchlich ist die Gemeinde spätestens seit dem 18. Jahrhundert nach Bottendorf eingepfarrt. Der gotische Kirchenbau wurde seit dem 16. Jahrhundert bis in das frühe 20. Jahrhundert weiter genutzt. Zwar musste man im Laufe des 17. und 18. Jahrhunderts immer wieder Reparaturen vornehmen, für einen Neubau reichten jedoch die finanziellen Mittel der Gemeinde nie aus. Da die Gemeinde nach 1800 jedoch allmählich wuchs, musste 1838 das Kirchenschiff verlängert werden. Nachdem die so vergrößerte Kirche bei einem Brand im Jahre 1868 teilweise niederbrannte, wurden von neuem Überlegungen zu einem Neubau der Kirche laut. Es dauerte jedoch noch bis 1934, bis die Pläne konkrete Formen annahmen. Der mit der Planung beauftragte Architekt Karl Rumpf (1885–1968) erstellte zunächst eine Bauaufnahme des Bestandes und entwickelte auf der Grundlage dieser Pläne seine Ideen zu einem Neubau, der bis 1936 ausgeführt wurde. Das Kirchenschiff wurde vollständig erneuert, der Turm jedoch als Chorturm weiter beibehalten. Deutlich vom neuen Mauerwerk hebt sich der durch ein zweibahniges Lanzettfenster mit Dreipass belichtete gotische Turm mit seiner breiten Front aus unterschiedlich großen Handquadern und abgesetzter Eckquaderung ab. Die beiden oberen Geschosse des Turms wurden erst 1934 aufgesetzt und mit einem Walmdach mit spitzem Dachreiter bekrönt. Das als einfacher Saalbau gestaltete schlichte Kirchenschiff schließt direkt an und wird im Norden lediglich durch kleine und im Süden durch sehr hohe, sandsteingerahmte Fenster belichtet. Der mit einem flachen Spitzbogen und einfachem Tympanon versehene Haupteingang befindet sich dem Turm gegenüber im Westen. Der im Inneren schlichte Saal wird durch eine von zwei Unterzügen getragene, nach außen flache Balkendecke und im Innenbereich als kastenartige Gewölbetonne ausgebildete Decke überfangen. An der Nord- und Westseite erhebt sich eine auf balusterartig gebauchten und gewirtelten Ständern ruhende Empore, deren Westseite die mit einfachem Prospekt versehene Orgel aufnimmt. Hinter einem von der Kanzel flankierten Triumphbogen öffnet sich der quadratische Turmchor, in dessen Mitte sich die einfache blockartige Mensa erhebt. Der Chorraum wird von einem hohen, sich an zwei Seiten über Maskenkonsolen erhebendem Kreuzrippengewölbe überfangen, dessen runder Schlussstein ein auf Blütengrund ruhendes Johanniterkreuz zeigt. Zu beiden Seiten ist jeweils eine gotische, mit Kielbogen versehene und eine spätere, profiliert gerahmte Sakramentsnische erhalten. Das gotische Fenster ist mit jüngerer Bleiverglasung versehen, die Stationen aus dem Leben Jesu von der Geburt bis zur Himmelfahrt zeigt. Das weit über die Grenzen der Region bekannte, auf 1170 datierte Kruzifix befindet sich seit dem Neubau der Kirche im Universitätsmuseum in Marburg. | 13. und 14. Jahrhundert | 79548 DDB  |

### Bottendorf
| Bild                          | Bezeichnung                   | Lage                                                                                             | Beschreibung | Bauzeit                   | Objekt-Nr. |
| ----------------------------- | ----------------------------- | ------------------------------------------------------------------------------------------------ | --- | ------------------------- | ---------- |
| weitere Bilder                | Turm der alten Kirche         | Bottendorf, Dorfstraße 3 LageFlur: 8, Flurstück: 55/1                                            | Um 1250 wurde am westlichen Rand des Dorfes Bottendorf die erste Kirche mit hohem quadratischen Turm und einfachem einschiffigen Langhaus errichtet. Insbesondere das Langhaus wurde im 30-jährigen Krieg stark beschädigt und wohl nur notdürftig repariert, so dass man 1783 das Kirchenschiff durch einen Neubau ersetzte. Dieser Neubau war nach dem Zweiten Weltkrieg stark baufällig und wurde 1967 vollständig abgerissen und durch den heutigen polygonalen Bau ersetzt. Erhalten blieb lediglich der mittelalterliche Turm mit seiner Rundbogentür, seitlichen, schießschartenartigen Fenstern und jeweils zwei im oberen Bereich 1967 veränderten, rundbogigen Schallöffnungen direkt unterhalb der erneuerten Traufe, auf der sich heute ein sehr steiles Zeltdach erhebt. | um 1250                   | 79557 DDB  |
| Bild gesucht BW               | Wohnhaus                      | Bottendorf, Dorfstraße 6 LageFlur: 8, Flurstück: 61                                              | Im rückwärtigen Bereich der tiefen Parzelle, straßenseitig einen großen Hof freilassend im Jahre 1819 errichtetes Wohnhaus mit firstparallel anschließender Scheune. Die ehemals durch eine schmale Gasse getrennten Baukörper wurden im frühen 20. Jahrhundert durch einen Zwischenbau verbunden, die Scheune zusätzlich mit einer überbauten Wagenremise versehen. Scheune und Wohnhaus erheben sich über flachen Bruchsteinsockel und sind stockwerkweise verzimmert. Das hohe Erdgeschoss der Scheune ist noch immer mit Mannfiguren ausgesteift, das ebenso hohe Erdgeschoss des Wohnhauses wurde in jüngerer Zeit umgebaut. Über breiten Gebälkzonen mit profilierten Schwellen und an der Scheune genuteten Balkenköpfen erheben sich die flacheren Obergeschosse, deren Eck- und Bundständer mit Mannfiguren ausgesteift sind. Die Eckständer der Scheune sind zusätzlich mit an den Enden eingerollten Wulsten beschnitzt, die des Wohnhauses mit in Ranken endenden Wulsten. Am Erdgeschossrähm des Wohnhauses und der Scheune finden sich folgende, an der Scheune nur noch teilweise lesbaren Inschriften: "Misgust der Leute kann uns nicht schaden was mir Gott gönnt das muß gerathen wan der Neid brendte wie das Feuer so wäre das Holz nicht so theur. Durch Gottes Hülf und Seegen und Fleis der Zimmerleut durch Hauen und durch Saagen ist dieser Bau bereit. Gott wolle ihn behüten vor Hagel und vor Brand mit Segen überschüten dazu das ganze Land - Der Zimmermeister wahr Christoph Wagener Ano Domine MDCCCXVIIII" "Jacob Moller und Anna Dorredea gebohrne Ensten seine Ehefrau haben Gott vertraut und dieses Haus erbaut im Jahre 1819 den 21 Juny". | 1819                      | 79558 DDB  |
| Bild gesucht BW               | Altes Schulhaus               | Bottendorf, Dorfstraße 7 LageFlur: 8, Flurstück: 52                                              | Das älteste Bottendorfer Schulhaus wurde im frühen 19. Jahrhundert für den wachsenden Ort zu klein und man beschloss 1818 einen Neubau zu errichten. Nach der Fertigstellung 1820 diente es bis 1871 als Schule und danach als Lehrerwohnung. Nach dem Neubau der Schule 1907 wurde es zum Teil von der Gemeinde genutzt und zum Teil als Wohnung vermietet. Das zweigeschossige, 1820 aufgerichtete Gebäude erhebt sich über einem flachen, heute verkleideten Sockel und zeigt ein regelmäßiges, stockwerkweise abgezimmertes Fachwerkgefüge. Im Erdgeschoss doppelt und im Obergeschoss einfach verriegelt wird es durch flache geschosshohe Streben ausgesteift. Die Geschosse werden durch eine breite, einen leichten Überstand tragende Gebälkzone mit gerundeten Füllhölzern optisch getrennt. Am Rähm des Erdgeschosses findet sich folgende Inschrift: "Petrus … 2+4 Weidet die Herde Christi die euch befohlen ist und sehet wohl zu nicht gezwungen sondern von Herzen willig nicht um schändlichen Gewinns Willen sondern von Herzendgrund Nicht als die über das Volck herschen sondern werdet Vorbilder der Herde V3 So werdet ihr wan erscheinen wird der Erzhirte die unverwelckliche Krone der Ehren empfangen MDCCCXX". An der Giebelseite befindet sich eine weitere Inschrift: "Gottes Wortt und Luthers Lehr vergeht mir und nimmer mehr – Die Zimmermeistern waren Jacob (…) und Christoef Wagener – Prediger Salomo B 5 V 1 bewahre Deinen Fuß wan Du zum Hause Gottes gehst und komme dass Du hörest". | 1818/1820                 | 130157 DDB |
| Bild gesucht BW               | Scheune                       | Bottendorf, Dorfstraße 8 LageFlur: 8, Flurstück: 62/2                                            | Auf einer Parzelle direkt an der Nemphe, traufständig zur Straße und von dieser zurückgesetzt im Jahre 1801 errichtetes Wirtschaftsgebäude über flachem Sandsteinquadersockel. Das im Erdgeschoss teilweise durch Ziegelmauerwerk ersetzte Fachwerk ist stockwerkweise mit allseitigem Überstand errichtet. Ausgesteift ist das Gefüge an den mit Rundstäben, Radsternen und Voluten verzierten Eckständern mittels Dreiviertelstreben, die im Obergeschoss mit Gegenstreben und Halsriegeln versehen sind und zusätzlichen, ebensolchen Strebefiguren an der Traufseite. Die Inschrift des Rähms besagt: „Gebt Gott allein die Ehre. Durch Gottes Hülf und Segen und Fleiß der Zimmer Leid ist dieser Bau bereitt Gott woll Ihn nun behüten und bewahren Tag und Nach durch der Engel „Wach“ der Zimmermeister war Johann Conrad Feissell“. | 1801                      | 79560 DDB  |
| Bild gesucht BW               | Wohnhaus                      | Bottendorf, Frankenberger Straße 5 LageFlur: 10, Flurstück: 95/4                                 | Zur Straße giebelständig errichtetes Wohnhaus einer früheren Hofanlage, das sich über einem fast geschosshohen Werksteinsockel erhebt. Das 1846 erbaute Fachwerkhaus zeigt ein dichtes, stockwerkweise abgezimmertes Gefüge, dessen Stockwerke bündig verzimmert und mit steilen geschosshohen Streben ausgesteift sind. Inschrift am Rähm des Erdgeschosses: "Johannes Rabe und seine Ehefrau Catherine Elisabet geborene Müller haben Gott vertraut und dieses Haus gebaut im Jahre 1846 am 2. Mai - Errichtet durch Gottes Hilfe und Segen und Fleis der Zimmerleut durch Hauen und Sagen ist dieser Bau bereit. Der Zimmermeister war Johannes Wagener". | 1846                      | 79561 DDB  |
| Bild gesucht BW               | Schule                        | Bottendorf, Frankenberger Straße 11 LageFlur: 10, Flurstück: 90/6                                | Im Jahre 1907 ließ die Gemeinde Bottendorf an der Frankenberger Straße nördlich des Dorfes eine neue, größere Schule errichten. Das großvolumige, verputzte Ziegelgebäude erhebt sich über einem flachen Werksteinsockel und ist an der Hofseite mit einem breiten, mit Fachwerkgiebel und Halbwalmdach abgeschlossenen Risalit versehen. Die Gebäudeecken sind mit einer farblich abgesetzten Eckquaderung betont und die Fenster verfügen über profilierte Sandsteinlaibungen, die im Erdgeschoss der Straßenseite zusätzlich mit flachen Überfangbögen und großen Schlusssteinen geziert sind. Auch der Hauptbaukörper ist zu beiden Seiten mit leicht überkragenden Fachwerkgiebel versehen, die mit einem Halbwalmdach abgeschlossen werden. In der Mitte der Straßenfassade wurde eine Inschriftentafel mit folgendem Text angebracht: "Schule Bottendorf erbaut 1907". Der heute L-förmige Bau wurde noch vor dem Zweiten Weltkrieg um den kurzen Flügel rechts des Risalits erweitert. | 1907                      | 79562 DDB  |
| Bild gesucht BW               | Hofanlage                     | Bottendorf, Frankenberger Straße 17, Zum Pfarrboden 3 LageFlur: 10, Flurstück: 59/10, 59/17      | Am nördlichen Ende Ortes 1949 von der Straße zurückgesetzt erbaute, einen Hofraum umschließende großvolumige Hofanlage. Sämtliche Gebäude sind auf Bruchsteinsockeln mit massiven Erdgeschossen errichtet, über denen sich Fachwerkobergeschosse erheben, die von Satteldächern abgeschlossen sind. Während Scheunen und Wirtschaftsgebäude über ein konstruktives Fachwerkgefüge mit Dreiviertelstreben, teilweise mit Kopfbändern verfügen und nur in den Giebeln durch rautenförmige Fachwerkfiguren betont sind, ist das zur Straße traufständige, zweifach verriegelte Fachwerk des Wohnhauses mit Mannfiguren an den Eckständern und geschwungenen Rauten in den Fensterbrüstungsfeldern versehen. An der Straßenseite sind die beiden äußeren der fünf Fensterachsen paarweise zusammengefasst. | 1949                      | 79563 DDB  |
| Bild gesucht BW               | Historischer Ortskern         | Bottendorf, Gesamtanlage 1 Lage                                                                  | Der historische Ortskern Bottendorfs erstreckt sich entlang der Dorfstraße zwischen der Wolkersdorfer Straße und dem Übergang über die Nemphe sowie deren Verlängerung – Am Sand – jenseits der Nemphe bis zur Kreuzung der Straßen Am Sand, Am Berg, Roter Graben und Urbachstraße, deren Bebauung das östliche Ende des Dorfes bildete. Zu beiden Seiten dieser Hauptachse entstanden kleinere Straßen, die die Parzellen kleinerer Hofstellen erschlossen, die sich entlang der Nemphe erstrecken. Diese Wege, Bachweg, Rotlehm, Am Sand, bilden zusammen mit der breiteren Hauptachse den historischen Ortskern Bottendorfs. Die unregelmäßigen, kleinen Baublöcke zeigen eine sehr kleinteilige Struktur dicht bebauter Hofstellen, zumeist als Einhäuser, seltener in Form kleiner Hakenhöfe. Größere Höfe findet man nur an den Rändern des Dorfes, an der Dorfstraße gegenüber der Kirche, am Rotlehm und am Anfang der Urbachstraße. Die heutige, noch vielfach in Fachwerk ausgeführte Bebauung entstammt in ihren ältesten Teilen dem ausgehenden 18. Jahrhundert, zeigt sich jedoch überwiegend als Neubebauung aus der ersten Hälfte des 19. Jahrhunderts. |                           | 760510 DDB |
| Bild gesucht BW               | Wolkersdorfer Straße I        | Bottendorf, Gesamtanlage 2 Lage                                                                  | Am südlichen Ortsrand Bottendorfs entstanden in der zweiten Hälfte des 19. Jahrhunderts entlang der Wolkersdorfer Straße drei Hofreiten, die durch traufständige Wohnhäuser zur Straße hin abgeschlossen wurden. Die gestaffelt errichteten, zweigeschossigen Gebäude erheben sich über fast geschosshohen Bruch- oder Werksteinsockeln und zeigen, soweit sie nicht verkleidet sind, stockwerkweise verzimmertes Fachwerk mit Mannfiguren und breiten Gebälkzonen. Die Gebäudegruppe, die den südlichen Ortsausgang markiert, wird durch die großvolumigen Fachwerkscheunen der Hofreite Friedhofsweg 1 auf der gegenüber liegenden Straßenseite vervollständigt. |                           | 760511 DDB |
| Bild gesucht BW               | Wolkersdorfer Straße II       | Bottendorf, Gesamtanlage 3 Lage                                                                  | An der westlichen Seite der Wolkersdorfer Straße wurden um 1912 drei unterschiedlich zugeschnittene Hofreiten errichtet, die gemeinsam einen breiten Hof umschließen. Den seitlichen Abschluss des breiten Hofes bilden die Wohnhäuser der Nummern 14 und 18, als rückwärtiger Abschluss dient die lang gestreckte Scheune der Nummer 18, deren Verlängerung das Einhaus der Nummer 16 bildet. |                           | 760512 DDB |
| Bild gesucht BW               | Wolkersdorfer Straße III      | Bottendorf, Gesamtanlage 4 Lage                                                                  | Auf halbem Weg zwischen Bottendorf und Wolkersdorf wurden nach 1912 vier Fachwerkwohnhäuser errichtet. Die Gebäudegruppe besteht aus jeweils zwei traufständigen und zwei giebelständigen, im Wechsel angeordneten, eingeschossigen Gebäuden auf unterschiedlich hohen Bruchsteinsockeln, die entsprechend dem Geländeanstieg Richtung Wolkersdorf immer flacher werden. Das Fachwerk der historistischen Baugruppe zeigt unterschiedliche Zierformen mit Mannfiguren an den Eck- und Bundständern sowie Andreaskreuzen in den Fensterbrüstungen. |                           | 760513 DDB |
| Bild gesucht BW               | Ehemalige Domäne Wolkersdorf  | Bottendorf, Gesamtanlage 5 Lage                                                                  | Im 13. Jahrhundert erscheint die Familie von Helfenberg, die ihren Stammsitz bei Wolfhagen hatten, in der Umgebung von Frankenberg. Rudolf von Helfenberg ließ wohl um 1250 ein erstes befestigtes Haus in Wolkersdorf anlegen, dessen Aussehen nicht mehr bekannt ist. Um 1280 ließ Johann von Helfenberg die Burg durch eine Brücke und ein Torhaus verstärken. Schon zu Beginn des 14. Jahrhunderts hatte Eckhard von Helfenberg das halbe Dorf Wolkersdorf an den Landgrafen von Hessen zu Lehen aufgetragen. 1328 mussten Eckhards Söhne die Hälfte ihrer Besitzungen an Friedrich von Bicken, den Dechanten von Kesterburg verkaufen, der seine Neuerwerbung dem Landgrafen von Hessen zu Lehen auftrug. 1389 konnte der Landgraf die Hälfte von Friedrich II. von Bicken kaufen. Nach dem Aussterben der oberhessischen Linie der Familie von Helfenberg verkaufte der Erbe Rudolf V. von Helfenberg zu Wolfhagen 1409 den Rest seiner Besitzungen in Wolkersdorf an Landgraf Hermann II. von Hessen. Nach dem Erwerb der Grafschaft Ziegenhain 1450 begann allmählich der Ausbau Wolkersdorfs zum hessischen Herrschaftsmittelpunkt. Seit 1480 war der landesherrliche Baumeister Hans Jacob von Ettlingen unter anderem mit dem Ausbau der Burg beschäftigt. Es entstand ein befestigtes Haus nach dem Grundschema des Hessensteins mit zwei einen ummauerten Hof flankierenden Wohngebäuden. Diese zentrale Anlage wurde zudem mit einer viertürmigen Ringmauer umgeben. Nach dem Brand von Frankenberg 1476 nahmen hier seit dem ausgehenden 15. Jahrhundert die hessischen Amtleute des Amtes Frankenberg ihren Wohnsitz ein. Bis ins 17. Jahrhundert wurde nördlich der Burg ein großer Wirtschaftshof ausgebaut, dessen Grundstruktur noch heute im Hof Wolkersdorf ablesbar ist. Das Schloss wurde im Laufe des Hessenkrieges zwischen 1641 und 1648 mehrfach von Truppen der verfeindeten Parteien erobert und war am Ende des Dreißigjährigen Krieges weitgehend verwüstet. Im späteren 17. und 18. Jahrhundert wurde Wolkersdorf als herrschaftliche Domäne weiter betrieben und an verschiedene „Conductoren“ verpachtet. Um Krieg und Hofhaltung zu finanzieren, ließ Jerome Napoleon das Inventar und das Schloss Wolkersdorf verkaufen. Die Gebäude wurden vom Bottendorfer Zimmermann Conrad Nolte 1813 abgebrochen und die Hölzer an verschiedenen Neubauten verbaut. Zwar wurden nach 1816 vom Kurfürsten die Domänenverkäufe für ungültig erklärt, das Schloss jedoch war bis auf den Wirtschaftshof verschwunden. Die Domäne wurde endgültig 1912 aufgelöst. Die heutige Bebauung des Hofes Wolkersdorf entstand überwiegend in den Jahrzehnten nach dem Verkauf des Schlosses an private Eigentümer. Die ältesten Gebäude sind das lang gestreckte, zweigeschossige, komplett verschieferte, zum Hof traufständige Fachwerkwohnhaus der Nr. 75/77, eine wohl noch Mitte des 19. Jahrhunderts entstandene, zur Nr. 77 gehörende und dazu rechtwinklig angeordnete, großvolumige Scheune aus großen Werksteinquadern, die wohl aus Resten des Schlosses errichtet wurde, sowie die den Gesamthof nach Südwesten abschließende Hofanlage der Nr. 81. Die übrigen Wohn- und Wirtschaftsgebäude – teils aus Fachwerk, teils aus Ziegeln – wurden im Laufe des späteren 19. Jahrhunderts in Anlehnung an die früher dort stehenden Gebäudes des Wirtschaftshofes errichtet und bilden mit den älteren eine vollständige Hofrandbebauung, die noch heute einen Eindruck von Größe und Bedeutung der landesherrlichen Domäne Wolkersdorf vermittelt. | 13. und 14. Jahrhundert   | 760514 DDB |
| Mühlengebäude der Linnermühle | Mühlengebäude der Linnermühle | Bottendorf, Linnermühle 3 LageFlur: 6, Flurstück: 100/1                                          | Die 1215 erstmals erwähnte Linnermühle zwischen Bottendorf und Willersdorf gehörte zu dieser Zeit zu den Besitzungen des Klosters Haina. Das Mühlengebäude der ehemals herrschaftlichen Mühle wurde im Jahre 1799 für den Müller Johann Michael Groß und seine Frau Catharina Elisabeth geborene Hasenzahl vom Bottendorfer Zimmermeister Conrad Feisel errichtet. Mit dem Übergang der Mühle an einen Frankenberger Juden im Jahre 1836 verlor die Mühle allmählich an Bedeutung. Der Mühlenbetrieb ist schon seit Jahrzehnten eingestellt. Das heutige Wohnhaus erhebt sich als zweigeschossige, stockwerkweise abgezimmerte Fachwerkkonstruktion über einem gestuften, im linken Bereich fast geschosshohen Werksteinsockel und zeigt ein regelmäßiges, im Erdgeschoss einfach verriegeltes Gefüge mit fast geschosshohen Streben. Über einer breiten Gebälkzone mit genuteten Balkenköpfen, profilierten Füllhölzern und ebensolcher Schwelle ist das Gefüge im Obergeschoss doppelt verriegelt und mit weit gespreizten Mannfiguren an den Bundständern ausgesteift. Die Eckständer sind außerdem mit Taustäben beschnitzt, die in floralen Kapitellen enden. Am Rähm des Erdgeschosses des 1983 renovierten Hauses findet sich folgende Inschrift: „Das Holz ist rar un theuer darum bauen wir zusammen Haus Mühle und Scheuer, der Zimmermeister wahr Conrad Feisel“. Die an einer Biegung des Tales des Kalten Wassers um den „Linnerberg“ (375,2 m) liegende Mühle weist ca. 60 m südlich den Turmhügelrest des Burgstalls Linne auf. | 1799                      | 760534 DDB |
| Bild gesucht BW               | Wohnhaus                      | Bottendorf, Rotlehm 13 LageFlur: 8, Flurstück: 159                                               | Auf nahezu quadratischem Grundriss errichtetes, zur platzartigen Erweiterung der abknickenden Straße traufständiges Einhaus. Das für ein Einhaus schmale Fachwerkhaus erhebt sich im Wohnteil über einem fast geschosshohen, verputzten Sockel. Das dichte Fachwerkgefüge des stockwerkweise verzimmerten Hauses wird an Eck- und Bundständern mit Mannfiguren, an den Bundständern des Erdgeschosses mit Dreiviertelstreben ausgesteift. Die Stockwerktrennung betont eine breite Gebälkzone mit leicht überkragender, profilierter Obergeschossschwelle, die gerundete, genutete Balkenköpfe überkämmt. Im Rähm des Erdgeschosses findet sich folgende Inschrift: "Von Gott will ich bitten aus meiner Selen Grund das er uns wolle überschütten mit Segen alle Stund die ganze Statt und Land - Da alle Rath und Stunde regiren Gottes Hände - Dis Haus ist mein und doch nicht mein wer nach mir komtt wirds auch so sein Conrad Norde den 15ten Mey Anno 1800". Besonders betont sind zudem die mit in Voluten endenden Wulsten beschnitzten Eckständer, die die Schauseite schmücken. | 1800                      | 79564 DDB  |
| Bild gesucht BW               | Einhaus                       | Bottendorf, Urbachstraße 1, Urbachstraße 3 LageFlur: 8, Flurstück: 205, 206                      | Das am Beginn der Urbachstraße traufständig errichtete, heutige Einhaus wurde aus ursprünglich drei Teilen unter einem Dach zusammengefasst. Der vordere, dreizonige Teil reicht bis zum hinteren Ende der seit dem frühen 20. Jahrhundert überbauten Freitreppe und zeigt über einem unterschiedlich hohen Werksteinsockel zwei verschiedene Fachwerkgefüge. Die beiden hinteren, aus der ursprünglichen Bauzeit 1771 stammenden Zonen sind stockwerkweise mit leichtem Überstand des Obergeschosses verzimmert. Die einfach verriegelte Konstruktion wird mit Mannfiguren an den Eckständern ausgesteift und durch die breite Gebälkzone mit gerundeten Füllhölzern und gefaster Schwelle besonders betont. Die vordere, drei Gebinde umfassende Zone wurde im ausgehenden 19. Jahrhundert vollständig ersetzt. Die in Anlehnung an den älteren Bau stockwerkweise verzimmerte Konstruktion mit leichtem Geschossüberstand zeigt hier und am Giebel nur einfaches konstruktives Fachwerk, das mit geschosshohen Streben ausgesteift ist und im unteren Bereich durch eine Ziegelaufmauerung des Sockels verkürzt wurde. An der Obergeschossschwelle im Giebel findet sich folgende Inschrift: „Ubi Amor Pax – Ubi Pax Deus – Ubi Deus nulla cura“. Die beiden, heute unter der Hausnummer 3 geführten Stallteile zeigen ebenfalls unterschiedliche Fachwerkkonstruktionen. So ist der direkt an den Wohnteil (Nr. 1) anschließende Stallbereich zeitgleich mit dem vorderen Teil errichtet worden und daher gleichartig verzimmert. Am Sturz der Stalltür findet sich hier folgende Inschrift: „Got mit uns Amen Nicolaus Schmit und Anna Maria Anno 1771 24t April“. Der hintere Teil mit seinen beiden Toreinfahrten wurde erst im 19. Jahrhundert angefügt. | 1771                      | 79857 DDB  |
| Bild gesucht BW               | Wohnhaus                      | Bottendorf, Urbachstraße 2 LageFlur: 8, Flurstück: 130/1                                         | Großvolumiges, zur Straße traufständiges Fachwerkeinhaus am Beginn der Urbachstraße. Das zweigeschossige, zwischen 1745 und 1760 von Johann Feissel für sich selbst in Stockwerkbauweise errichtete Wohn- und Wirtschaftsgebäude zeigt ein dichtes Fachwerkgefüge mit relativ großen Geschossüberständen und doppelt überkragenden Giebeln. Es wird durch weit gespreizte Mannfiguren an Eck- und Bundständern ausgesteift und durch Andreaskreuze und Quadrate bildende Winkelhölzer in den Brüstungsfeldern der Obergeschossfenster verziert. Das hohe Sockelgeschoss ist Anfang des 20. Jahrhunderts in Backstein ersetzt worden. | 1745/1760                 | 79565 DDB  |
| Bild gesucht BW               | Scheune                       | Bottendorf, Urbachstraße 4 LageFlur: 8, Flurstück: 124                                           | Großvolumige, in drei Bauabschnitten, einen großen Hofraum seitlich begrenzende Fachwerkscheune aus dem Jahre 1794, die 1810 und um 1900 rückwärtig firstparallel verlängert wurde. Das Gebäude wurde um 1900 durch ein neues Werksteinsockelgeschoss optisch zusammengefasst. Das stockwerkweise abgezimmerte Fachwerk des zweigeschossigen Baus zeigt ein regelmäßiges, mit weit gespreizten Mannfiguren an Eck- und Bundständern ausgesteiftes Gefüge mit einer breiten Gebälkzone mit gerundeten Balkenköpfen und Füllhölzern sowie einer profilierten Schwelle am leicht überkragenden Obergeschoss. Am Erdgeschossrähm findet sich folgende Inschrift: "Herr Du wollest und gnädig sein und deinen Segen geben dass wir damit haußhalten fein auch dieses wohl erwegen dass wirs brauchen zum Lobe Dein - Den Armen mildig geben alß dann unser … meiste Sorge sein zu kommen ins … ewiege Leben 1794 - Dieser Bau von Anna Catharina Wagenerin und ihr Sohn Jacob Wagener - Der Meister war Jacob Feisel Bottendorf den 13ten Abril 1810". | 1794                      | 79566 DDB  |
| Bild gesucht BW               | Wohnhaus                      | Bottendorf, Urbachstraße 12 LageFlur: 8, Flurstück: 117/9                                        | Zweigeschossiges Fachwerkwohnhaus, das 1837 giebelständig zur Straße errichtet wurde. Das traufseitig über eine im frühen 20. Jahrhundert überdachte Freitreppe erschlossene Gebäude erhebt sich über einem straßenseitig flachen, im hinteren Bereich geschosshohen, verputzten Sockel. Das stockwerkweise, jedoch bündig verzimmerte Gefüge zeigt ein konstruktives Fachwerk mit Mannfiguren an den Eckständern. Im Jahr 1914 ist das Gebäude firstparallel nach hinten um einen Stall verlängert worden und wurde insgesamt mit einem neuen Dach versehen. 1934 ist der Stall in Wohnraum umgewandelt worden. | 1837                      | 79567 DDB  |
| Bild gesucht BW               | Wohnhaus                      | Bottendorf, Urbachstraße 13 LageFlur: 8, Flurstück: 213                                          | Leicht aus dem Straßenraum zurückversetzt, zur Straße traufständig errichtetes Fachwerkdoppelhaus. Das stockwerkweise verzimmerte Wohnhaus erhebt sich über einem Sockelgeschoss aus Ziegeln mit aufwendig gestalteter Eckquaderung in Sandstein. Der 1832 errichtete linke Gebäudeteil zeigt ein dichtes Fachwerkgefüge mit Dreiviertelstreben im Erdgeschoss und Mannfiguren an den Eckständern des Obergeschosses sowie Diagonalstreben in den Brüstungsfeldern der ehemaligen Fensteröffnungen. Eine breite Gebälkzone mit leichtem Überstand, genuteten Balkenköpfen, gerundeten Füllhölzern und einer profilierten Obergeschossschwelle trennt die beiden Vollgeschosse. Am Rähm des Erdgeschosses findet sich folgende Inschrift: "Du bist meine Zuversicht Herr. Herr meine Hoffnung von meiner Jugend an - Ps. 71 Vers 5. Der Zimmermeister war Jacob Feisel zu Bottendorf. Gott allein die Ehr Anno 1832." Der rechte Gebäudeteil wurde nur wenig später in nahezu gleichen Fachwerkformen angefügt, wobei hier das Fachwerkgefüge durch geschosshohe Streben ausgesteift ist. | 1832                      | 79568 DDB  |
| Bild gesucht BW               | Wohnhaus                      | Bottendorf, Wolkersdorfer Straße 4 LageFlur: 8, Flurstück: 42/7                                  | Das einen Hofraum rückwärtig begrenzende, leicht versetzt zur Straßenführung angeordnete Fachwerkwohnhaus wurde im ausgehenden 19. Jahrhundert an städtebaulich hervorgehobener Position gegenüber der Einmündung der Dorfstraße in die Wolkersdorfer Straße errichtet. Es erhebt sich über einem Sockelgeschoss aus grauem Werkstein, der an Ecken und Fenstern mit großen roten Sandsteinquadern farblich abgesetzt ist. Die fünfachsige Traufseite zeigt ein einfaches, stockwerkweise verzimmertes Fachwerk ohne Geschossüberstände, das mit steilen geschosshohen Streben ausgesteift ist. | Ende 19. Jahrhundert      | 79569 DDB  |
| Bild gesucht BW               | Wohnhaus                      | Bottendorf, Wolkersdorfer Straße 11 LageFlur: 8, Flurstück: 83/2                                 | Außerhalb der Ortslage an der Straße nach Wolkersdorf unter Verwendung älterer Fachwerkteile aus dem 18. Jahrhundert in der zweiten Hälfte des 19. Jahrhunderts traufständig zur Straße errichtetes, vielfach umgebautes, zweigeschossiges Fachwerkwohnhaus. Das Gebäude erhebt sich über einem Sockelgeschoss in Polygonalmauerwerk mit Eckquaderung in Sandstein, das als oberen Abschluss mit einer Rollschicht aus Ziegeln versehen ist. Lediglich der jüngere, rechte Gebäudeteil hat noch einen vollständig aus Sandstein gemauerten Sockel. Das stockwerkweise verzimmerte Fachwerk zeigt an der linken Seite einen starken, Knaggen gestützten Überstand des Obergeschossgiebels und bis zur Gebäudemitte eine breite Gebälkzone mit gerundeten Balkenköpfen und Füllhölzern. Im rechten Gebäudeteil übernimmt eine Schwelle-Rähm-Konstruktion mit eingehälsten Deckenbalken die Geschosstrennung. Durch die häufigen Umbauten zeigen sich eine Vielzahl unterschiedlicher Strebefiguren, von einer Mannfigur am linken Obergeschosseckständer über sehr schräge, teilweise noch gebogene Dreiviertelstreben bis hin zu fast geschosshohen Streben. Im frühen 20. Jahrhundert wurde die einläufige Freitreppe des Hauses mit einem Fachwerkwindfang überbaut. | 2. Hälfte 19. Jahrhundert | 79570 DDB  |
| Bild gesucht BW               | Ehemaliges Forsthaus          | Bottendorf, Wolkersdorfer Straße 37 LageFlur: 12, Flurstück: 15/25                               | Im Jahre 1915 im Landhausstil etwa in der Mitte zwischen Bottendorf und Wolkersdorf als Forsthaus errichtetes Gebäude mit Stallanbau. Das giebelständig zur Straße errichtete, verputzte Ziegelgebäude erhebt sich über einem flachen Werksteinsockel und wird von einem steilen Halbwalmdach mit Fledermausgauben abgeschlossen. Besondere Merkmale des Hauses sind Sandsteinlaibungen der zu Gruppen geordneten Fenster, der große mit einem Walmdach versehene, hölzerne Windfang an der Giebelseite und die als Holzkonstruktion errichtete, erkerartige, abgeschrägte Fenstergruppe, die die nördliche Ecke des Hauses bildet. An der Giebelseite befindet sich ein Sandstein mit der Inschrift "Erbaut 1915". | 1915                      | 79571 DDB  |
| Bild gesucht BW               | Hofanlage                     | Bottendorf, Wolkersdorfer Straße 64 LageFlur: 13, Flurstück: 18/12                               | Gegenüber dem Hof Wolkersdorf im Jahre 1912 errichtete große Hofanlage mit drei übereck gestellten Fachwerkscheunen, die seitlich und rückwärtig einen Hofraum umschließen. Der große Hof wird zur Straße hin durch das mittig angeordnete Wohnhaus optisch geschlossen. Die auf Sandsteinsockeln errichteten, verputzten, mit Fachwerkobergeschossen versehenen Scheunen sind mit hohen Mansarddächern abgeschlossen und wirken optisch weit in den Straßenraum der Wolkersdorfer Straße hinein. Das auf quadratischem Grundriss errichtete Wohnhaus verfügt ebenfalls über einen Werksteinsockel, das verputzte Vollgeschoss wird darüber hinaus durch Eckquaderung und Sandsteinlaibungen an den Fenstern betont. Den oberen Abschluss des in Heimatstilformen errichteten Hauses bildet ein hohes Mansarddach mit Schleppgauben und einem an der linken Gebäudeseite angeordneten, straßenseitigen Fachwerkzwerchgiebel. | 1912                      | 79573 DDB  |
| Bild gesucht BW               | Forsthaus                     | Bottendorf, Wolkersdorfer Straße 68 LageFlur: 14, Flurstück: 7/2                                 | Südlich des Ortes, leicht aus dem Straßenraum der Straße nach Ernsthausen zurückgesetzt, wurde 1886 auf T-förmigem Grundriss das Forsthaus errichtet. Wie alle Forsthäuser aus der Zeit besteht es aus einem eingeschossigen Stall, der heute zu Wohnzwecken umgebaut ist sowie einem zweigeschossigen Wohnhaus, das wie ein Kopfbau dem Stall vorgelagert ist. Beide Gebäudeteile erheben sich über hohen Sockelzonen aus Naturstein. Stall und Erdgeschoss wurden in Ziegelmauerwerk errichtet, regelmäßig durch segmentbogige Fenster gegliedert und sind inzwischen glatt verputzt. Das leicht überkragende Obergeschoss des Wohnhauses wurde als Fachwerkkonstruktion errichtet und ist heute vollständig verkleidet. Sowohl das Wohnhaus als auch der mit einem verbretterten Drempelgeschoss versehene frühere Stall sind mit flachen Satteldächern mit weit überkragenden Ortgängen gedeckt. | 1886                      | 79669 DDB  |
| Bild gesucht BW               | Wohnhaus                      | Bottendorf, Wolkersdorfer Straße 75, Wolkersdorfer Straße 77 LageFlur: 12, Flurstück: 31/5, 43/1 | Zwei unter einem lang gestreckten Satteldach zusammengefasste Wohnhäuser stellen den östlichen Raumabschluss des Hofgutes Wolkersdorf dar. Über einem flachen Sockel erhebt sich zweigeschossiges, vollständig verschiefertes Fachwerk, das durch den Überstand des Obergeschosses sowie die niedrigen Geschosshöhen das Gebäude in eine Bauzeit im späten 18. Jahrhundert verweist und damit noch aus der Zeit Wolkersdorfs als landesherrschaftliche Domäne stammen dürfte. | Ende 18. Jahrhundert      | 79572 DDB  |
| Bild gesucht BW               | Scheune                       | Bottendorf, Wolkersdorfer Straße 77 LageFlur: 12, Flurstück: 31/5                                | Im Jahre 1861 aus Abbruchmaterial des Schlosses Wolkersdorf entstandene, zur Hausnummer 77 gehörende und dazu rechtwinklig angeordnete, großvolumige Scheune aus großen Werksteinquadern aus rotem Sandstein. An der Giebelseite befindet sich die von kleinen, segmentbogigen Fenstern flankierte Toreinfahrt, über der noch eine Ladeluke und ein Okulus im Giebel angeordnet sind. Das flache Satteldach ist an der Traufseite rechts als von Fachwerksständern getragenes Vordach weiter hinab gezogen, links durch ein kleines, übergiebeltes Zwerchhaus betont. | 1861                      | 79575 DDB  |
| Bild gesucht BW               | Ehemaliges Forstamt           | Bottendorf, Wolkersdorfer Straße 81 LageFlur: 12, Flurstück: 35/4                                | Nach der Aufteilung der herrschaftlichen Domäne Wolkersdorf im frühen 19. Jahrhundert wurde südlich der Zufahrt zum ehemaligen Wirtschaftshof in der zweiten Hälfte des 19. Jahrhunderts ein Forstamt errichtet. Zur Zufahrt traufständig entstand ein zweigeschossiges Fachwerkwohnhaus mit firstparallel anschließenden Fachwerkscheunen. Das achtachsige, verschieferte Wohnhaus erhebt sich über einem flachen Werksteinsockel und wird von einem steilen Satteldach bedeckt. Einzige Bauzier ist die zweiflügelige Eingangstür mit rundbogig abgeschlossenen Glasfeldern und diamantierten Brüstungsfeldern, über der ein Hirschgeweih angebracht ist. Westlich an das Wohnhaus schließt eine zweigeschossige, stockwerkweise verzimmerte Scheune mit leicht außermittiger Durchfahrt an, deren einfache Fachwerkkonstruktion mit schrägen, mehrere Gebinde übergreifenden geschosshohen Streben ausgesteift ist. Den westlichen Abschluss bildet eine zweigeschossige, in Ständerbauweise errichtete Fachwerkscheune aus der Zeit um 1900. | Beginn 19. Jahrhundert    | 79574 DDB  |

### Ernsthausen
| Bild            | Bezeichnung                  | Lage                                                                         | Beschreibung | Bauzeit                   | Objekt-Nr. |
| --------------- | ---------------------------- | ---------------------------------------------------------------------------- | --- | ------------------------- | ---------- |
| Bild gesucht BW | Wohnhaus                     | Ernsthausen, Bergstraße 6b LageFlur: 18, Flurstück: 156/3                    | Großvolumiges, zweigeschossiges, zur Bergstraße traufständiges Fachwerkhaus auf einem hohen, gestuften Sockel. Das aufwendig gestaltete Wohnhaus verfügt über einen hohen Kellersockel aus lagenhaft vermauerten Werksteinen. Rechts des Eingangs zeigt sich ein vollständiges Sockelgeschoss, das wohl ehemals als Stall genutzt und im frühen 20. Jahrhundert vollständig durch Ziegelmauerwerk ersetzt wurde. Das Fachwerk ist stockwerkweise verzimmert und zeigt in Erd- und Obergeschoss Mannfiguren an Eck- und Bundständern. Das in der zweiten Hälfte des 18. Jahrhunderts erbaute Haus verfügt über eine Fülle verschiedener Zierformen. So wird die Gebäudemitte im Obergeschoss mit einer Mannfigur betont, die darüber hinaus noch mit einer Fächerrosette und Rankenschnitzerei geschmückt ist. Die breite Gebälkzone zeigt die seltene Konstruktionsform mit im Rähm verkämmten Deckenbalken und vollständig überblatteter Obergeschossschwelle, die die sonst üblichen Füllhölzer überflüssig macht. Zudem sind die Balkenköpfe genutet und die Schwelle ist an der Unterseite mit einem Scheibenfries und in der Mitte mit einem Eierstab verziert. Außerdem sind die Eckständer mit nahezu vollplastischen Taustäben versehen. | 2. Hälfte 18. Jahrhundert | 79583 DDB  |
| Bild gesucht BW | Sachgesamtheit Bruchmühle    | Ernsthausen, Bruchweg 4, Bruchwiesen LageFlur: 10, Flurstück: 206, 36        | Der Bau der Mühle südöstlich des Dorfes wurde 1613 vom Landgrafen genehmigt. In den Jahren nach dem Ende des 30-jährigen Krieges wurde die Bruchmühle zur bevorzugten Mahlstelle des Dorfes. Nach längerem Streit um den Besitz der Mühle wurde sie 1659 der Gemeinde Münchhausen im heutigen Landkreis Marburg-Biedenkopf zugesprochen. Der Streit um den Besitz ging jedoch in den folgenden Jahrzehnten unvermindert weiter und wurde 1780 endgültig zugunsten der Gemeinde Ernsthausen entschieden. Die heutigen Mühlengebäude wurden im Jahre 1879 neu errichtet und bis 1982 als Mühle weiter betrieben. Das heutige Ensemble der Bruchmühle besteht aus einem dreigeschossigen Fachwerkmühlengebäude mit angebautem, in jüngerer Zeit weitgehend umgebauten Wohnhaus und einem übereck gestellten Fachwerkstall. Den Abschluss der Hofanlage bildet eine großvolumige, teils in Fachwerk, teils in Ziegelmauerwerk errichtete Scheune. Alle Gebäude zeigen ein einfaches Fachwerkgefüge der Erbauungszeit mit steilen geschosshohen Streben und stockwerkweiser Verzimmerung. | um 1613                   | 79581 DDB  |
| Bild gesucht BW | Wohnhaus                     | Ernsthausen, Brückenstraße 3 LageFlur: 18, Flurstück: 132/3                  | Lang gestrecktes, einen großen Hofraum rückwärtig abschließendes Einhaus aus dem frühen 19. Jahrhundert. Über dem massiven Erdgeschoss zeigt das leicht überkragende Obergeschoss ein regelmäßiges Fachwerk mit geschosshohen Streben an den Eckständern und Mannfiguren an den Bundständern sowie zusätzlichen Aussteifungen durch Kopfwinkelhölzer. Die mittig angeordnete Mannfigur ist an der Hofseite durch eine Fächerrosette und Sechsstern betont, die Schwelle mit Zahnschnitt und Tauband versehen. Der Kratzputz in den Gefachen entstammt einer jüngeren Sanierungsphase. Inschrift: "Deinem Willen wolles mir Segen evi... " | Beginn 19. Jahrhundert    | 79584 DDB  |
| Bild gesucht BW | Forsthaus                    | Ernsthausen, Buchseite LageFlur: 19, Flurstück: 1/5                          | Im Gegensatz zu den übrigen im letzten Jahrzehnt des 19. Jahrhunderts von der preußischen Forstverwaltung errichteten Forsthäusern zeigt das Forsthaus in Ernsthausen nicht die Grundstruktur eines Kopfbaus mit angeschlossener eingeschossiger Scheune. Das Forsthaus wurde als eingeschossiges Einhaus aus verputztem Ziegelmauerwerk über einem flachen Bruchsteinsockel erbaut. Den Beginn des mit segmentbogigen Fenstern versehenen Wohnbereiches markiert hier ein risalitartig vorspringendes Querhaus mit verbrettertem Fachwerkgiebel. Den oberen Abschluss des Gebäudes bildet ein flaches Drempelgeschoss aus Fachwerk mit einem an Traufe und Ortgang weit überkragenden Satteldach. | Ende 19. Jahrhundert      | 79667 DDB  |
| Bild gesucht BW | Scheune                      | Ernsthausen, Darmstädter Straße 11 LageFlur: 18, Flurstück: 172/2            | Nach einer Erbteilung im Jahre 1824 wurde auf dem Grundstück eine zunächst giebelständige Scheune errichtet, deren untere Geschosse in Ständerbauweise zusammengefasst und mit einem zweiten Obergeschoss aufgestockt wurden. Das konstruktive Fachwerkgefüge wird mit unterschiedlichen Streben, die zum Teil Mannfiguren ausbilden, ausgesteift. In der zweiten Hälfte des 19. Jahrhunderts erhielt die Scheune entlang der Straße zu beiden Seiten traufständige Anbauten als schmale, hohe Fachwerkkonstruktionen mit steilen geschosshohen Streben, die zusammen mit der Scheune den Straßenraum der Darmstädter Straße in diesem Bereich optisch abschließen. | um 1824                   | 79585 DDB  |
| Bild gesucht BW | Wohnhaus                     | Ernsthausen, Darmstädter Straße 20 LageFlur: 18, Flurstück: 140/1            | Kurz nach der Wende zum 20. Jahrhundert in historisierenden Formen errichtetes Wohnhaus. Das giebelständige, zweigeschossige Gebäude erhebt sich über einem flachen Werksteinsockel und ist im Erdgeschoss als Ziegelbau errichtet worden. Die zur Straße dreiachsige, an der Traufseite fünfachsige Fassade wird lediglich durch die segmentbogigen Fenster mit runder Formziegelrahmung und flachen Ziegelarchivolten gegliedert. Das bündig anschließende Obergeschoss zeigt konstruktives Fachwerk mit steilen geschosshohen Streben und Andreaskreuzen in den Brüstungsfeldern der Fenster. Zur Straße hin wird es durch einen Fachwerkgiebel mit weit vorkragendem Ortgang und Freigespärre auf beschnitzten Knaggen abgeschlossen. | Beginn 20. Jahrhundert    | 79586 DDB  |
| Bild gesucht BW | Wohnhaus                     | Ernsthausen, Die Ecke 3 LageFlur: 18, Flurstück: 81/2                        | Im Jahre 1800 errichtetes Fachwerkeinhaus, das um 1900 durch einen Stallanbau zu einem Hakenhof erweitert wurde. Über einem flachen Werksteinsockel erhebt sich das zweigeschossige, stockwerkweise verzimmerte Fachwerkhaus mit seinem dichten Fachwerkgefüge. Im hohen Erdgeschoss zeigt sich ein konstruktives Gefüge mit Mannfiguren an den Eckständern und Kopfwinkelhölzern an der mittigen Eingangstür. Das ehemalige Scheunentor ist inzwischen durch ein Fenster ersetzt worden. Das leicht überkragende Obergeschoss zeigt ein regelmäßiges Fachwerk mit Mannfiguren an allen Eck- und Bundständern. Die ehemals kleinteiligere Durchfensterung ist noch an mehreren, heute verschlossenen Fensteröffnungen ablesbar. Das Gebäude verfügt über mehrere Inschriften: Türsturz: "Christof Rott und Eva Margaretha sein Hauß Frau wie auch der Allvatter Hermann Imhof diese haben Gott vertraut und dieses Hauß erbaut im Jahr 1800 den ersten Tag May - Zimmermeister war ..." Rähminschrift: "Ach wie schöne Freudenzimmer sind droben in Gottes Hauß darnach sollen wir drachten immer weil wir wissen daß dieß Hauß ja nicht Länger kann … " | 1800                      | 79587 DDB  |
| Bild gesucht BW | Wohnhaus                     | Ernsthausen, Die Ecke 5 LageFlur: 18, Flurstück: 70                          | Zum Hof traufständiges, zweigeschossiges Fachwerkeinhaus aus der Zeit um 1800. Das Fachwerkhaus erhebt sich über einem flachen Werksteinsockel und ist in Ständerbauweise errichtet worden. Die Langriegel, die die Geschosseinteilung bilden, sind an der Traufseite mit einem Zahnschnitt verziert. Im niedrigen Erdgeschoss wird das Gefüge mit geschosshohen Streben ausgesteift, im Obergeschoss und an den Giebelseiten durch Mannfiguren. Der linksseitige Wirtschaftsteil ist in jüngerer Zeit zu Wohnzwecken umgebaut worden. | um 1800                   | 79588 DDB  |
| Bild gesucht BW | Historischer Ortskern        | Ernsthausen, Gesamtanlage 1 Lage                                             | Den Siedlungskern des Dorfes bildet ein fast quadratischer, von der Darmstädter Straße, Bergstraße, Oberstraße und Kirchstraße umschlossener Baublock mit unregelmäßigem Parzellenzuschnitt. Noch heute prägen unterschiedlich zugeschnittene Hofreiten des 19. Jahrhunderts, die teilweise bis in die Tiefe des Blockes zurückversetzt sind, die Optik des Dorfkerns. Wahrscheinlich befand sich hier auch das 1810 aufgelöste landgräfliche Hofgut. Den früheren westlichen Abschluss des Dorfes bildete der Wasen, eine breite Straße, die inzwischen durch Bebauung von Westen aus verkleinert wurde und nur noch in ihrem östlichen Teil deckungsgleich ist mit Bergstraße und Oberstraße. Da Ernsthausen nach dem Ende des Dreißigjährigen Krieges schnell wieder an Bedeutung gewann, wuchs die Siedlung bald über diesen Kern hinaus. Schon die 52 Häuser, die im Jahre 1696 gezählt wurden, fanden keinen Platz mehr. Bis 1737 war das Dorf auf 97 Hausstellen angewachsen, die sich im Nordosten beginnend bis zum Senkelbach erstreckten und im Südosten des Dorfes zwischen der Kirche und der heutigen Marburger Straße einen zweiten kleineren Siedlungskern bildeten. Einzelne Hofstellen entstanden in der Folgezeit auch an der Landstraße von Marburg nach Wolkersdorf, die am südöstlichen Dorfrand entlangführte. Besonders nach deren Chaussierung zwischen 1868 und 1875 wurde die Ansiedlung dort attraktiver. Um 1900 entstanden am Mühlrain und an der Schulstraße Häuser für Zuwanderer aus den Städten des Umlandes, die sich Stadthäuser errichten ließen. Durch den Ausbau der Bundesstraße 1980 sind jedoch entlang der Marburger Straße ganze Häuserzeilen abgerissen worden. So verschwanden zwischen 1940 und 1988 28 Hofstellen. Der Dorfkern blieb jedoch in seiner Struktur bis heute weitgehend erhalten. Trotz einiger, teilweise unmaßstäblicher Neubauten prägen noch heute eine Vielzahl unterschiedlich gegliederter Hofstellen, wo möglich als Hakenhöfe gestaltet, mit Fachwerkhäusern des ausgehenden 18. und überwiegend des 19. Jahrhunderts das Ortsbild. |                           | 760537 DDB |
| Bild gesucht BW | Marburger Straße             | Ernsthausen, Gesamtanlage 2 Lage                                             | Die Gebäudegruppe am südlichen Ortseingang besteht aus vier historisierenden Wohnhäusern. Neben einem Hakenhof aus dem Jahre 1913 besteht sie aus einem eingeschossigen Ziegelbau aus dem Jahre 1905 und zwei zweigeschossigen Fachwerkhäusern aus dem Jahre 1907. Insbesondere die beiden mit aufwendigem historisierenden Fachwerk gestalteten Wohnhäuser prägen die städtebauliche Eingangssituation des Dorfes Ernsthausen. |                           | 760538 DDB |
| Bild gesucht BW | Gefallenenehrenmal           | Ernsthausen, Hinterm Friedhof LageFlur: 16, Flurstück: 52/3                  | Am 10. Oktober 1925 wurde auf dem Friedhof Ernsthausens ein von der Gemeinde aufgestelltes Ehrenmal für die Gefallenen des Ersten Weltkrieges eingeweiht. Das nach Plänen des Sarnauer Bildhauers Johannes Reinhard gefertigte Denkmal erhebt sich auf einem hohen Sandsteinsockel, aus einer dreifach gestuften Basis, einer Ädikula mit Eckpfeilern und Feston im Mittelfeld unter einem hohen Gebälk mit Feldzeichen. Es zeigt einen knienden Landser, der den Helm zum Gebet abgenommen hat und einen Lorbeerkranz hält. Auf der Vorderseite findet sich folgende Inschrift: "Unseren fürs Vaterland gefallenen Helden gewidmet von der Heimatgemeinde", auf der Rückseite steht: "Stehe still und falte zum Gebet die Hände! Sie stritten, sie litten für Heimat und Volk, sie brachten ihr Leben zum Opfer für dich." | 1925                      | 79593 DDB  |
| weitere Bilder  | Evangelische Kirche          | Ernsthausen, Kirchstraße 7, Bei der Kirche LageFlur: 18, Flurstück: 75/5, 76 | Die Kirchengemeinde Ernsthausen war seit dem Mittelalter in die Gemeinde Münchhausen eingepfarrt. Der Pfarrer aus Münchhausen musste alle zwei Wochen in Ernsthausen predigen. Eine erste Abendmahlsfeier in der Ernsthäuser Kirche ist für das Jahr 1640 bezeugt, obwohl ein erster Kirchenbau schon im 15. oder frühen 16. Jahrhundert anzunehmen ist. Diese Vorgängerkirche verfügte über einen massiven Chor und ein Fachwerkschiff, wobei Chor und Schiff zweigeschossig waren und sich über dem Schiff ein drittes Stockwerk als Fruchtboden befand. 1653 erhielt die Kirche neue Emporen, 1676 eine eigene Männerempore, 1699 eine neue Kanzel. Seit dem 18. Jahrhundert mussten immer wieder größere Reparaturen an der Kirche vorgenommen werden, so dass sich die Kirchengemeinde seit 1770 mit dem Gedanken an einen völligen Neubau der Kirche trug. Bis zur Umsetzung dieses Vorhabens ging jedoch noch mehr als ein Jahrhundert ins Land. Erst im Jahre 1911 wurde die alte Kirche endgültig abgerissen und bis 1913 durch einen vollständigen Neubau nach Plänen des Marburger Architekten Pesch ersetzt. Nur wenige Spolien aus der alten Kirche fanden Aufnahme im Neubau, so blieben die 1890 von Peter Dickel aus Treisbach gefertigte Orgel sowie ein Taufstein aus dem Jahre 1645 erhalten. Vier alte Grabsteine wurden an der Außenwand der Kirche aufgestellt. Im Jahre 1965 erhielt die Kirche eine neue Kanzel und im Jahre 1978 einen neuen Turmhelm. Der außen schlichte Saalbau ist im Osten mit einem Dreiachtelschluss versehen, der an der Nordostecke einen quadratischen viergeschossigen Turm mit verschiefertem Glockengeschoss und spitzem, achteckigen Turmhelm umfasst. Belichtet wird das Kirchenschiff über hohe, rundbogige Fenster im Norden und vier ebensolche Fenster an der südlichen Längsseite. Die Westseite mit dem korbbogig überfangenen, aus zwei rundbogigen Türen bestehenden Eingang ist im Obergeschoss mit zwei runden Okuli versehen. Den oberen Abschluss des Gebäudes bildet ein steiles, im Osten abgewalmtes Satteldach über einem verschieferten Giebel im Westen. Der schlichte Innenraum wird durch eine im Norden und Westen umlaufende, auf balusterartig gestalteten, mit beschnitzten Kopfwinkelhölzern ruhenden Empore, mit einer über einem breiten Akanthusfries angebrachten kassettierten Brüstung, gegliedert. Die flache Decke ist über der Empore als Bohlen-Balkendecke und im übrigen Raum als Bretterdecke mit aufgelegten Profilen in Form einer Kassettierung mit achteckigem Mittelfeld gestaltet, das das letzte Abendmahl darstellt. Den östlichen Abschluss bildet ein von einem rundbogigen Triumphbogen optisch vom Kirchenschiff abgetrennter, leicht erhöhter Chorraum mit einem runden, im Osten als Sechsachtelschluss ausgebildeten Tonnengewölbe mit aufgemalter Kassettierung, in das im Süden eine Stichkappe mit einem, von dichtem Rankenornament umschlossenen Lorbeerkranz einschneidet. Über der einfachen Altarmensa wurde das Gewölbe mit einer mit Lilien besetzten und einer stilisierten Sonnenscheibe versehenen Jacobsmuschel gestaltet. Auf dem auf einem säulenartigen Fuß ruhenden Taufbecken befindet sich folgende Inschrift: „Dissen Dauf Stein hat Johan Nöllen disser Kirchen zum werdem Gedechnüs vereret – 1645“. | vor 1640                  | 79589 DDB  |
| Bild gesucht BW | Wohnhaus                     | Ernsthausen, Marburger Straße 40 LageFlur: 17, Flurstück: 10/1               | An städtebaulich hervorgehobener Stelle an der Einmündung der Schulstraße, zur Marburger Straße traufständig errichtetes, zweigeschossiges, großvolumiges Fachwerkhaus aus dem ersten Jahrzehnt des 20. Jahrhunderts. Der in historisierenden Formen gestaltete Baukörper erhebt sich über einem flachen Werksteinsockel, ist stockwerkweise abgezimmert und wird an der Traufseite durch ein mittiges, zweiachsiges Zwerchhaus mit Fachwerkgiebel und Krüppelwalm betont. Das Fachwerk der vierachsiges Straßenfassade zeigt eine Fülle historisierender Fachwerkformen. So werden Eck- und Bundständer mit Mannfiguren ausgesteift und die Fensterbrüstungen mit Eckwinkelhölzern und Rautenfüllungen besonders hervorgehoben. Die breite Gebälkzone zeigt leicht vorkragende, genutete Balkenköpfe. Den oberen Abschluss bildet ein steiles Krüppelwalmdach mit weit überstehenden Ortgängen. | Beginn 20. Jahrhundert    | 79590 DDB  |
| Bild gesucht BW | Sachgesamtheit Nikolausmühle | Ernsthausen, Nikolausmühle 2 LageFlur: 5, Flurstück: 37                      | Nachdem im Jahre 1700 die alte Wiesenfelder Mühle zusammengebrochen war, wurde im Jahre 1712 vom Konduktor der Meierei Wiesenfeld eine neue Mühle unter dem Namen Nikolausmühle errichtet. Diese Mühle blieb über die Jahrhunderte in Wiesenfelder Besitz und wurde erst 1916 der Gemeinde Ernsthausen zugeschlagen. Sie blieb auch danach noch bis in die 1960er Jahre als Mühle in Betrieb. Noch im Jahre 1988 war das Mühlrad vorhanden, das jedoch bald darauf abgebrochen wurde. Die gesamte Anlage besteht aus dem ehemaligen Mühlenhaus, einer direkt anschließenden lang gestreckten, jüngeren Remise, an deren Ende eine Fachwerkscheune anschließt. Eine weitere Fachwerkscheune bildet den Abschluss der heutigen Hofanlage. Das Mühlengebäude zeigt sich heute als vollständig verschieferter, zweigeschossiger Fachwerkbau auf einem hohen Werksteinsockel und entstammt im Kern noch der ursprünglichen Bauzeit nach 1712. Die beiden im Laufe des 18. Jahrhunderts errichteten Scheunen zeigen beide ein dichtes Fachwerkgefüge aus stark dimensionierten Hölzern und flachen Dreiviertelstreben. Die ältere der beiden Scheunen ist zweigeschossig in Fachwerk errichtet und stockwerkweise mit größerer Obergeschossüberkragung verzimmert. Ihre Eckständer sind mit Dreiviertelstreben versehen, die mittleren Ständer verfügen jedoch noch über eine altertümliche Aussteifung mit Fußwinkelhölzern. Die jüngere der beiden Scheunen besteht im Erdgeschoss aus lagenhaft vermauerten Werksteinen, über denen sich ein Fachwerkgeschoss mit dichtem Gefüge und Mannfiguren an den Eckständern erhebt. | 1712                      | 760540 DDB |
| Bild gesucht BW | Schule                       | Ernsthausen, Schulstraße 5 LageFlur: 18, Flurstück: 64/3                     | Im Jahre 1840 wurde vom Zimmermeister Jesberg aus Röddenau eine erste Schule in Ernsthausen errichtet. Aufgrund der stets ansteigenden Schülerzahlen musste man 1870 schon einen Erweiterungsbau errichten und beschloss 1927 eine neue Schule am Ortsrand zu bauen. Nach der Fertigstellung des Neubaus 1928 wurde die alte Schule 1934 abgerissen. Nach den Plänen des Frankenberger Architekten Melzer errichtete man einen zweigeschossigen Ziegelbau mit rückwärtig anschließender Turnhalle und Schulhof. Straßenseitig zeigt sich der Neubau über einem flachen Werksteinsockel in schlichter Putzoptik mit einem hohen neunachsigen Erdgeschoss, das in der Mitte durch eine Tür mit Werksteingewänden erschlossen wird. Das Obergeschoss ist niedriger und wird von neun, durch eine durchlaufende Brüstung zu einem Band verbundene Fenster belichtet. Den oberen Abschluss bildet ein Satteldach mit kleinem, mittigem Zwerchhaus und Schleppgauben. An der Rückseite verfügt das Schulgebäude über einen hohen, rundbogigen Laubengang vor dem eingezogenen Erdgeschoss. Ein segmentbogiger Laubengang vor den eingeschossigen Umkleideräumen verbindet die Schule mit der Turnhalle, einem eingeschossigen, verputzen, an der Traufseite vollständig durchfensterten Bau. | 1840                      | 79591 DDB  |
| Bild gesucht BW | Wohnhaus                     | Ernsthausen, Schulstraße 6 LageFlur: 14, Flurstück: 64/1                     | Großvolumiges, zweigeschossiges, giebelständiges Fachwerkwohnhaus eines Hakenhofes. Das im ausgehenden 19. Jahrhundert errichtete Gebäude erhebt sich über einem flachen Werksteinsockel und zeigt ein dichtes konstruktives Fachwerkgefüge mit steilen geschosshohen Streben und Andreaskreuzen in den Brüstungsfeldern der Fenster. | Ende 19. Jahrhundert      | 79592 DDB  |